# Shining Light
«Shining Light» —en español: «Luz brillante»— es una canción de Ash, que fue publicado como el primer sencillo de su álbum Free All Angels. Fue publicado el 29 de enero de 2001. Fue publicado como un sencillo en CD (lanzado en formatos de 2 CD) y como un vinilo de 7 pulgadas. También el primer sencillo de Ash en ser publicado como un CD mejorado. «Shining Light» es el sencillo más vendido de Ash hasta la fecha y uno de sus éxitos más reconocibles. Alcanzó la octava posición en la UK Singles Chart.

## Historia de la grabación
«Shining Light» fue escrita acerca de la ahora exnovia de Tim Wheeler Audrey. Wheeler estaba conduciendo a casa en su coche cuando el verso y melodía «Yeah you are a shining light» acudió a su cabeza. Corrió a casa y lo escribió de inmediato en una guitarra acústica. La primera vez que lo oyó la banda, dijeron que "sabían que era un éxito".
«Shining Light» fue tocada por primera vez en un concierto del London Astoria en el 2000, y está considerado como uno de los mayores logros de la banda, musical y líricamente. Ash dijo una vez de la canción:
- Tim: «Creo que Shining Light es un soplo de aire fresco».

- Rick: «Es una canción muy melódica, se te pega en la cabeza, entonces pensamos que teníamos una oportunidad muy buena para entrar en el Top 10. Está bien volver ahí porque ha pasado mucho tiempo, más de dos años desde que sacamos un sencillo».

- Charlotte: «Fue la primera canción que grabamos y supimos que sería el primer sencillo».

La canción fue extremadamente aclamada por la crítica y ganó, entre otros premios:
- Premio Ivor Novellos 2001 - Mejor canción contemporánea
- Irish Music Awards 2002 - Mejor sencillo

«Shining Light» también puede encontrarse en el recopilatorio de grandes éxitos de Ash Intergalactic Sonic 7″s así como en el DVD Tokyo Blitz.
La canción fue regrabada por la artista canadiense Emm Gryner en su álbum de 2005 Songs of Love and Death. Además, esta fue la canción reproducida en el último episodio de Roswell cuando el grupo en la serie se aleja para siempre - significando la muerte de la serie. También fue versionada por Coldplay y Noel Gallagher la considera como una de sus canciones favoritas.

## Versión de Annie Lennox
La versión de Annie Lennox de «Shining Light» fue publicada como el primer sencillo de The Annie Lennox Collection. Fue una de sus grabaciones más "pop" en mucho tiempo. El vídeo fue estrenado en MSN Music el 30 de enero de 2009. La versión ha atraído elogios, con Tim Wheeler de Ash diciendo, «Es interesante - estoy realmente en ello, me enorgullece que alguien de su talla y talento esté haciendo algo diferente con nuestra canción,» y Popjustice haciéndola su Canción del día el 8 de enero de 2009, diciendo «...después de unos 90 segundos suena como el ruido más genial jamás inventado por el ser humano». Lennox interpretó la canción en Friday Night with Jonathan Ross el 6 de marzo de 2009 y también en The Paul O'Grady Show (9 de marzo), The One Show, This Morning (11 de marzo) y fue también parte de Comic Relief el 13 de marzo de 2009. El sencillo estuvo solo a la venta por descargar vía Amazon o iTunes. No obstante, el sencillo se convirtió en el primer éxito top 40 de Annie en el Reino Unido desde 1995, alcanzando el número 39.

### Lista de canciones
Sencillo digital del Reino Unido
1. "Shining Light" (Versión editada) – 3:53

### Versiones oficiales
- "Shining Light" (Versión del álbum) – 4:05
- "Shining Light" (Versión editada) – 3:53

### Posición en las listas
| Lista                 | Mejor posición |
| --------------------- | -------------- |
| UK Singles Chart      | 39             |
| Japan Singles Top 100 | 97             |

- Datos: Q3959575